# Las Mojarras
Las Mojarras, ibland La Mojarra, är en ort (comarca) med 1 112 invånare (2005) i kommunen El Jicaral, Nicaragua. Las Mojarras ligger vid floden Río Viejo nära gränsen till grannkommunen San Francisco Libre. I oktober 2011 blev orten helt isolerad på grund av översvämmingar av floderna Río Sinecapa och Río Viejo. År 2015 invigdes det en modern vårdcentral i Las Mojarras.

## Bilder
|  |